# Општина Стрежешти (Олт)
Стрежешти (рум. Strejeşti) општина је у Румунији у округу Олт.
Oпштина се налази на надморској висини од 137 m.